# 小林薰
小林薰（日语：／ Kobayashi Kaoru，1951年9月4日—），日本男演員，京都府京都市出身。

## 簡歷
小林薰在中學時期即以演員做為生涯目標，因哥哥經常參演學生戲劇，小林薰亦深受其影響。高中時，曾因參加學生運動而被處分。1960年代後半葉，日本興起小劇場風潮，利用暑假前往東京的小林薰，接觸到了戲劇世界。1971年回家鄉後，小林薰加入劇作家唐十郎主導的地下劇團「狀況劇場」。劇場退團後，小林薰因為劇團的工作人員而結識了編劇中島丈博，決定開始往電視圈發展。
1985年、1986年，連續以電影《戀文》和《從此以後》獲得日本電影金像獎、電影旬報獎、橫濱電影節最佳男配角獎。2006年，再度以話題電影《東京鐵塔》獲各大電影獎。
2009年，主演改編自暢銷漫畫的電視劇《深夜食堂》，人氣再度上升並獲好評，至2014年10月，已邁入第三季。
2015年，推出電影版，1月13日，召開電影版拍攝完成記者會。
2016年，由Netflix推出《深夜食堂——東京故事》，並推出電影版第二集。
2019年，續由Netflix推出《深夜食堂——東京故事2》。

## 人物
- 父親經營二手書店[1]。
- 1984年，和演員中村久美（日语：中村久美）結婚，1995年離婚。2009年12月，與演員小梅再婚，翌年，兒子誕生。
- 小林薰為日本中央競馬會的馬主之一。擁有兩匹賽馬，歡欣起舞和ブルーリッジリバー。

## 戲劇

### 電影
- はなれ瞽女おりん（1977年）
- 十八歳、海へ（1979年）
- 真夜中の招待状（1981年）
- 聽風的歌（1981年）
- 野獣刑事（1982年）
- お葬式（1984年）
- パラダイスビュー（1985年）
- 戀文（日语：恋文 (1985年の映画)）（1985年）
- 從此以後（1985年）
- そろばんずく（1986年）
- バカヤロー! 私、怒ってます 第四話「英語がなんだ」（1988年）
- 悲しい色やねん（1988年）
- ウンタマギルー（1989年）
- 香港パラダイス（1990年）
- 四万十川（1991年）
- 怖がる人々（1994年）
- コキーユ（1999年）
- 洗濯機は俺にまかせろ（1999年）
- 秘密（1999年）
- 黒い家（1999年）
- 阿修羅のごとく（2003年）
- 再見了，可魯（2004年）
- 紙屋悦子の青春（2006年）
- 東京鐵塔（2007年）
- 歡喜之歌（日语：歓喜の歌 (落語)#映画）（2008年）
- 休暇（2008年）
- たみおのしあわせ（2008年）
- カムイ外伝（2009年）
- 敏行快跑（2010年）
- 春との旅（2010年）
- ケンタとジュンとカヨちゃんの国（2010年）
- アブラクサスの祭（2010年）
- 海炭市叙景（2010年）
- 軽蔑（2011年）
- 宅男的戀愛字典（2013年）
- 旅立ちの島唄～十五の春～（2013年）
- 夏之殘戀（2013年）
- 春を背負って（2014年）
- 深夜食堂（2015年）
- 解憂雜貨店（2017年）
- 拂曉（2019年）
- 花束般的戀愛（2021年）
- 小孤島大醫生（2022年）

### 電視劇
- 青春戯画集（1981年，NHK電視台）
- 峠の群像（1982年，NHK電視台）
- 君は海を見たか（1982年，富士電視台）
- ふぞろいの林檎たち（1983年，TBS電視台）
- 松本清張の霧の旗（1983年，朝日電視台）
- 街～美ら島は，今（まち～ちゅらとうは，いま）（1983年，NHK電視台）
- 日本の面影（1984年，NHK電視台）
- 新・事件 断崖の眺め（1984年，NHK電視台）
- 春の波涛（1985年，NHK電視台）
- 恋子の毎日（1986年，TBS電視台）
- 花嫁人形は眠らない（1986年，TBS電視台）
- イキのいい奴（1987年，NHK電視台）
  - 続イキのいい奴（1988年）
- 魚河岸ものがたり（1987年，NHK電視台）
- キツイ奴ら（1989年，TBS電視台）
- 夫婦善哉（1990年，富士電視台）
- ザ・ラストUボート（1993年，NHK電視台）
- 丘の上の向日葵（1993年，TBS電視台）
- 戦国武士の有給休暇（1994年，NHK電視台）
- 宝引の辰捕者帳（1995年，NHK電視台）
- 浪花金融道（1996年，富士電視台）
  - 浪花金融道2（1996年）
  - 浪花金融道3（1998年）
  - 浪花金融道4（1999年）
  - 浪花金融道5（2000年）
  - 浪花金融道6（2005年）
- メロディ（1997年，TBS電視台）
- 天うらら（1998年，NHK電視台）
- 赤ひげ（2002年，富士電視台）
- 私立探偵 濱マイク（2002年，日本電視台）
- 黒い十人の女（2002年，富士電視台）
- ブラックジャックによろしく（2003年，TBS電視台）
- われ晩節を汚さず～新夫婦善哉～（2003年，NHK電視台BS）
- 大孤島小醫生（2003年，富士電視台）
  - 大孤島小醫生2004（2004年）
  - 大孤島小醫生2006（2006年）
- そして明日（あした）から（2003年，朝日電視台）
- 父に奏でるメロディー（2005年，NHK電視台）
- 東京鐵塔（2006年，富士電視台）
- 死亡推定時刻（2006年，富士電視台）
- 黒部の太陽（2009年，富士電視台）
- 気骨の判決（2009年，NHK電視台）
- 深夜食堂（2009年，TBS電視台）
  - 深夜食堂2（2011年）
  - 深夜食堂3（2014年）
  - 深夜食堂——東京故事（2016年，Netflix）
  - 深夜食堂——東京故事2（2019年，Netflix）
- ニュース速報は流れた（2009年，富士電視台One Two Next（日语：フジテレビワンツーネクスト）） - 潮崎俊太郎
- 砂之器（2011年，朝日電視台） - 今西栄太郎
- 得到幸福吧（2011年，富士電視台） - 柳沢匠悟
- 糸子的洋裝店（2011年，NHK電視台） - 小原善作
- 極北ラプソディ（2013年，NHK電視台） - 世良雅志
- 震える牛（2013年，WOWOW） - 滝沢文平
- Woman（2013年，日本電視台） - 植杉健太郎
- 極惡頑暴（2014年，富士電視台） - 小清水元
- 55歳からのハローライフ 第4話（2014年，NHK電視台） - 主演・下総源一
- 天皇的御廚（2015年，TBS電視台） - 宇佐美鎌市
- 錢的戰爭（2015年，富士電視台） - 桑田澄男（客串第一集）
- 戀仲（2015年，富士電視台） - 芹澤寬利
- 誤斷（2015年11月 - 12月，WOWOW） - 安城隆雄
- 女城主 直虎（2017年，NHK電視台） - 南溪和尚
- 絆〜走れ奇跡の子馬〜（日语：絆〜走れ奇跡の子馬〜）（2017年，NHK電視台） - 加山昌一郎（客串後篇）
- 直衝青天（2021年，NHK電視台） - 澀澤市郎右衛門
- 風間公親－教場0－（2023年，富士電視台） - 真堂丈史
- Fixer（2023年，WOWOW） - 須崎一郎
- 沒有暖桌的家（2023年，日本電視台） - 山神達男
- 如虎添翼（2024年，NHK電視台）- 穗高重親
- Shrink～精神科醫生弱井～ 第2話（2024年9月7日、NHK總合） - 仙川鶴一
- 失憶殺人（2025年，NHK BS、NHK BS Premium 4K） - 佐治英雄

### 動畫電影
- 魔法公主（1997年） - ジコ坊
- Ghiblies episode2（2002年）
- 地海戰記（2006年）
- 你想活出怎樣的人生（2023年） - 老鵜鶘[4]
- 鳳仙花（2025年） - 主演・阿久津實（現在）（與戶塚純貴雙主演）[5]

### 舞臺劇
註：以下皆為唐十郎主導之「狀況劇場」劇碼
- 海の牙 黒髪海峡篇（1973年）
- 唐十郎版 風の又三郎（1974年）
- 夜叉綺想（1974年）
- 腰巻おぼろ 妖鯨篇（1975年）
- 糸姫（1975年）
- 下町ホフマン（1976年）
- おちょこの傘持つメリー・ポピンズ（1976年）
- 蛇姫様（1977年）
- 唐十郎版 俳優修行（1977年）
- ユニコン物語 台東区篇（1978年）
- 河童（1978年）
- 犬狼都市（1979年）
- 青頭巾（1979年）
- 女シラノ（1980年）

## 廣告
- 三得利、ギフト（1986年 - 1987年）※「幸福なウイスキー」「さしあげたのは、時間です」
- 新潮社、新潮文庫
- SK&F、コンタック総合感冒薬
- ダイワハウス
- 日清食品ラ王（1998年）
- ピエトロ
- 日本中央競馬會（JRA）
- 東京三菱銀行、US YOU LIKE（2004年）
- EPSON、背投電視（2005年）
- 麒麟啤酒、円熟（2006年）
- TOYOTA、TOYOTA・アリオン（2007年）
- FamilyMart（2010年）

## 獎項
- 1979年第4回報知電影獎新人賞（《十八歳、海へ》）
- 1985年第59回電影旬報獎助演男優賞（《從此以後》）
- 1986年第9回日本電影金像獎最優秀助演男優賞（《戀文（日语：恋文 (1985年の映画)）》、《從此以後》）
- 1987年第8回橫濱電影節優秀助演男優賞（《そろばんずく》）
- 1999年第23回日本電影金像獎優秀主演男優賞（《コキーユ》、《秘密》）
- 2008年第31回日本電影金像獎最優秀助演男優賞（《東京鐵塔》）
- 2008年第2屆亞洲電影大獎最佳男配角（《東京鐵塔》）─入圍
- 2009年第30回橫濱電影節優秀主演男優賞（《休暇》、《歡喜之歌（日语：歓喜の歌 (落語)#映画）》）

## 外部連結
- 小林薰在互联网电影资料库（IMDb）上的資料（英文）
- 官方網站 （页面存档备份，存于）